# Phenes raptor

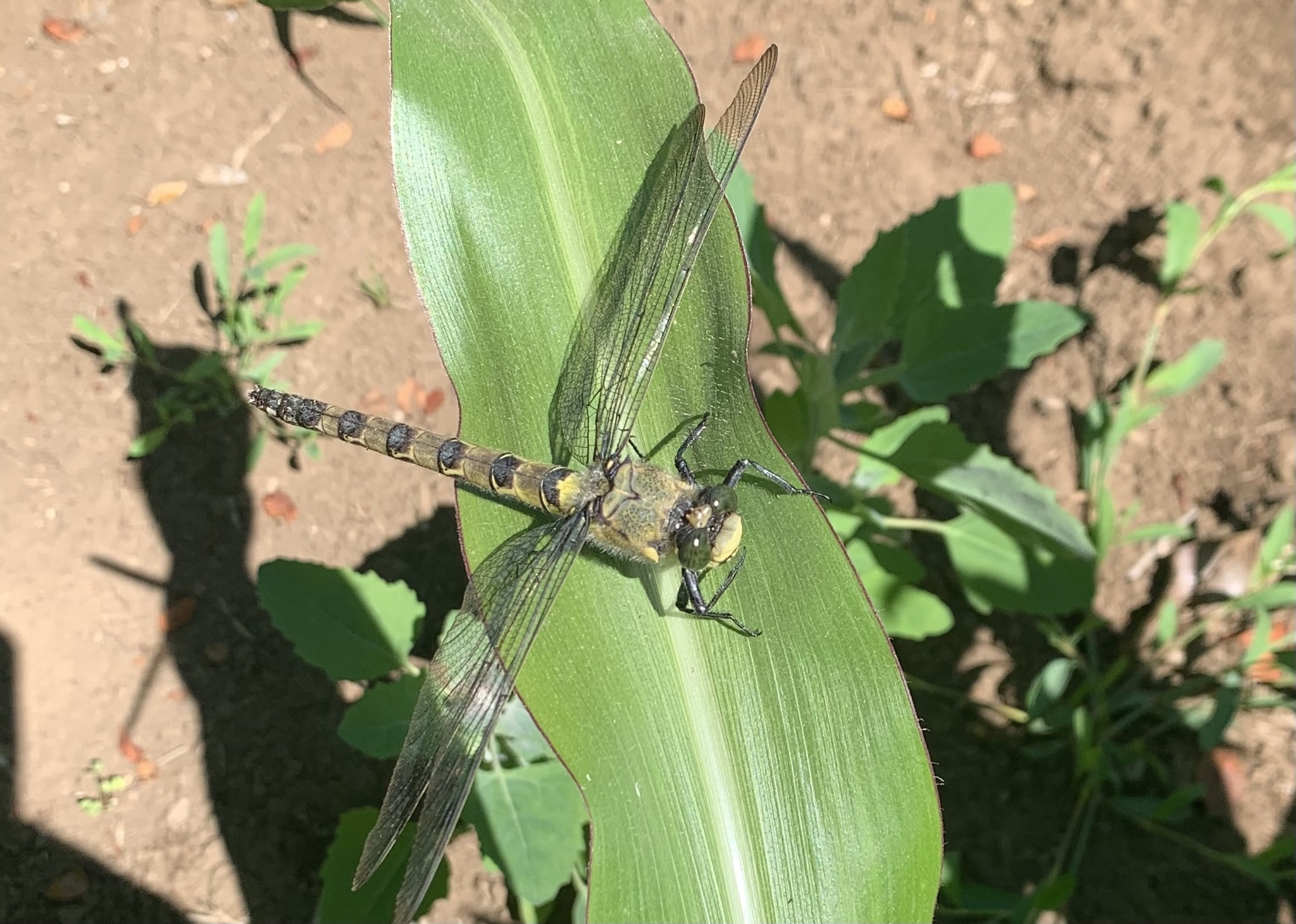
Chilean Petaltail (Phenes raptor)

Phenes raptor conocido en Chile como matapiojos o matapiojo y denominado libélula por chilenos y extranjeros, es un insecto chileno del orden Odonata. También existe en otros lugares de Sudamérica.